# Calamaria lovii
Calamaria lovii är en ormart som beskrevs av Boulenger 1887. Calamaria lovii ingår i släktet Calamaria och familjen snokar. IUCN kategoriserar arten globalt som livskraftig. Inga underarter finns listade.
Arten förekommer på södra Malackahalvön, på Borneo och på Java. Honor lägger ägg.